# Bulbophyllum illudens
Bulbophyllum illudens là một loài phong lan thuộc chi Bulbophyllum.